# Museo speleologico del Monte Gazzo
Il Museo speleologico del monte Gazzo è un museo di speleologia che si trova sulla vetta dell'omonimo monte Gazzo, a 419 m s.l.m., presso Sestri Ponente, quartiere occidentale di Genova. Il museo è stato inaugurato nel maggio 1969.
Al museo - locato all'interno del Parco del Monte Gazzo (sito di importanza comunitaria) - si accede dal sagrato del santuario di Nostra Signora del Gazzo. Ospita ricostruzioni dei fenomeni carsici del monte corredati da reperti, fotografie e pannelli esplicativi. A questi si aggiungono reperti fossili del quaternario fra cui quelli di un orso delle caverne e di una tigre dai denti a sciabola.
Completano la dotazione del museo giornali e fotografie che ricordano la visita al santuario - avvenuta il 28 marzo 1893 - di Elisabetta Wittelsbach, moglie dell'imperatore d'Austria-Ungheria Francesco Giuseppe, la famosa principessa Sissi.
Il museo è ad ingresso libero ed è visitabile tutti i giorni.